# Station Ramón y Cajal
Station Ramón y Cajal is een spoorwegstation van de Cercanías in het noorden van Madrid, gelegen in de wijk Valverde van het district Fuencarral-El Pardo.
Het station bedient het grote universitair ziekenhuis Hospital Universitario Ramón y Cajal en de omliggende wijken. Station en ziekenhuis bevinden zich direct ten noorden van de M-30, de eerste van de Madrileense ringwegen.